# Back to the Goblin 2005
Back to the Goblin 2005 è il dodicesimo album in studio dei Goblin, pubblicato da BackToTheFudda nel 2006.

## Tracce
1. Victor – 2:30
2. Dlen Dlon – 5:11
3. Bass Theme in E – 4:15
4. Hitches – 5:32
5. Japanese Air – 6:57
6. Sequential Ideas – 5:58
7. Lost in the Universe – 5:20
8. Magic Thriller – 4:57

## Musicisti
- Massimo Morante: chitarre
- Fabio Pignatelli: basso
- Agostino Marangolo: batteria
- Maurizio Guarini: tastiere